# Oparara (genre)
Pour les articles homonymes, voir Oparara.
Genre
Oparara est un genre d'araignées aranéomorphes de la famille des Desidae.

## Distribution
Les espèces de ce genre sont endémiques de Nouvelle-Zélande.

## Liste des espèces
Selon World Spider Catalog (version 18.5, 18/11/2017) :
- Oparara karamea Forster & Wilton, 1973
- Oparara vallus (Marples, 1959)

## Étymologie
Le nom de ce genre est dérivé de la rivière Oparara dont le bassin abrite de nombreuses espèces endémiques de l'île du Sud.

## Publication originale
- Forster & Wilton, 1973 : The spiders of New Zealand. Part IV. Otago Museum Bulletin, vol. 4, p. 1-309.